# 二丁目の魁カミングアウト
二丁目の魁カミングアウト（にちょうめのさきがけカミングアウト）は、日本のアイドルグループである。
「ゲイでもアイドルになれる!」をコンセプトに、メンバー全員がゲイであることを公表（カミングアウト）して活動している。
エモーショナルな歌唱と迫力あるライブパフォーマンス、親しみやすいキャラクターなどを特長として、「おなカマ」と呼ばれるファンを擁する。
略称は二丁魁（にちょがけ）。
グループ紹介では「私たち、ゲイでもアイドルになれる、ミキ ぺい ふで くれ 二丁目の魁カミングアウトです！」と、グループ名とともにメンバーそれぞれが自分の名前を言う。

## 概説
グループ名には、「ゲイアイドル」というジャンルを誰よりも先駆けて、新宿二丁目から世の中へ発信していくという意味が込められている。
新宿二丁目のご当地アイドルとして単発のイベント出演用に結成されたが、2017年5月1日にグループ名を二丁ハロ（にちょハロ）から二丁目の魁カミングアウトに改名して、4人体制となり現在に至る。
ゲイアイドルを自称しているが、LGBTアクティビストとしての姿勢を打ち出すことはなく、個人で差異のあるものであり自分たちがそれを代表するようなことはないと語っている。
明るい性格ではなく特に面白い話が出来るわけではないとメンバー自身が語っている通り、メディアに登場するオネエやゲイに対して世間一般が抱く「話が面白い」「イロモノ」のイメージに無理に合わせることを現在はしていない。近年のライブではMCを極力排し、歌唱とダンスという正統派なパフォーマンスに集中する方向へシフトしている。
「ファンにお金を使わせないこと」を一貫したポリシーとして活動しており、CDの購入は一人一枚まで、ファンの課金額で順位が決まる企画には出演しないなどを徹底している。「1万枚売りたいのではなく、1万人の人に聴いてほしい」という信念に基づくものであり、特典券付きCDをファンが大量購入してチャートインする、未開封CDが大量廃棄される、という光景が当たり前になったアイドル業界へのアンチテーゼともなっている。
CDはプレス数限定の自費出版に近い形を取っており、二丁ハロ名義で発売された1stミニアルバムは完売しているが音楽配信サイトからデータ音源を購入することが出来る。流通数に満たない為、CDショップなどの商業ルートでは販売されていない。一過性の収益計画がファンに負担を強いるものであれば結果的にアーティストにとってもリスクになると考えており、セルフプロデュースの強みを活かした業界慣習に依拠しない独自の活動戦略を取っている。

## メンバー
公式プロフィール及び配布されたフリーペーパーなどから記載
| 名前             | 担当カラー | 加入時期                    | 誕生日   | 出身地          | 魁             | 備考 |
| ---------------- | ---------- | --------------------------- | -------- | --------------- | -------------- | --- |
| ミキティー本物   | 赤         | 1期メンバー                 | 3月17日  | 神奈川県 横浜市 | 整形の魁       | リーダー兼プロデューサー。全ての作詞と振付を担当。いくつかの曲では作曲も行っている。 血液型：A型 公称：26歳 |
| ぺいにゃむにゃむ | 黄         | 2期メンバー 2013年1月6日    | 12月5日  | 東京都 豊島区   | ゲイギャルの魁 | 外見と裏腹にライブでの熱い煽りに定評がある。（長髪とメイクで誤解されやすいが女性になりたい訳ではないと本人が発言している）古着が好きで生誕企画ではファッションブックを冊数限定で発売した。趣味はヘアーアレンジ。好きな男のタイプは星野源。 保育士と幼稚園教諭の免許を所持している。2015年6月上旬まで担当カラーが緑だったが、黄に変更された。血液型：O型 公称：110歳 |
| 筆村栄心         | 空色       | ５期メンバー 2020年10月28日 | 10月24日 | 北海道          |                | 血液型：O型 詳細プロフィールは筆村栄心を参照の事。 |
| 日が紅           | 紅芋色     | ５期メンバー 2020年10月28日 | 11月23日 | 沖縄県          |                | 読み：ひがくれない 趣味：料理、 特技：チューバ演奏 血液型：A型 |

### 元メンバー
- ちゃんちゃん - 1期メンバー（ - 2013年1月）
- やじくま - 1期メンバー（ - 2013年3月）
- のりぴ〜 - 1期メンバー（ - 2013年8月）
- はるる - 2期メンバー（2013年1月 - 2015年5月）、真面目担当
- 百恵 - 1期メンバー（ - 2016年9月）、ネガティブ担当 「青春は何度でもやり直せるなんて嘘だ」「まるもうけ」「ホモサピエンス」などの作曲を担当。脱退後も楽曲提供や編曲などでグループの活動を陰から支えている。
- きまるモッコリ - 3期メンバー（2016年8月19日 - 2019年12月12日）魁の希望
- 白鳥白鳥（しらとりはくちょう） - 4期メンバー（2017年5月1日 - 2020年6月30日）魁の翼

※2014年1月24日、イベント会場「ArcH」閉店イベント「ArcH Last Place Party」に当時の在籍メンバーと卒業メンバーを合わせた7人で「ドリーム二丁ハロ」として出演。

## ファン
ファンを「おなカマ」と呼び、老若男女を問わず幅広い世代からの支持を広げている。業界内にもファンを公言する人間が多くいるが、特にでんぱ組.incの元メンバーである夢眠ねむは、自身が主催するイベントや冠番組にゲストで呼ぶなど引退直前まで強力とも言える支援を続けた。引退後も、自身主催のイベントと二丁魁のワンマンライブ日程が被った際にはイベントを休止してライブに行くほどである。なお、元々は白鳥白鳥が夢眠のファンであったことから親交が始まっている。

## 歩み

### 2011年
新宿二丁目でハロプロの振りコピを披露していたミキティー本物に、友人であり当時つくばテレビでADを務めていた鈴木美紗乃が声をかけたのが始まりである。ハロプロエッグ出身であるアップフロントガールズ（仮）（現アップアップガールズ（仮））が3月からつくばテレビが運営するPigoo HD（現アイドル専門チャンネルPigoo）で冠番組を始めるにあたり、番組の初回ゲストとして出演をオファーされ、のりぴ〜、やじくまの3人でユニットを組み彼女たちとダンス対決するという企画に出演した。なお、鈴木はこの後AKIBAカルチャーズ劇場支配人を経てハコイリ♡ムスメのプロデューサーとなるが、2014年のハコイリ♡ムスメ立ち上げに際して、ミキティー本物に振付を依頼している。
5月1日、TOKYO FM HALLで行われた「アップフロントガールズ（仮）第2回公演」に、百恵、ちゃんちゃんを加えた5人で二丁ハロとして出演し、再度ダンス対決を行った。名称は「二丁目ハロープロジェクト」の略称。当初はこのイベント出演のみの予定だったが、グループとして本格的に活動することになる。結成当初は、歌唱なしの振りコピダンスユニットであった。

### 2012年
クラブイベントを中心にショータイムなどでアイドルの振りコピを披露する。二丁ハロの公式ブログ開設。

### 2013年
1月6日、2期メンバーぺいにゃむにゃむ、はるる加入。1期メンバーちゃんちゃん脱退。
3月、1期メンバーやじくま脱退。
8月、1期メンバーのりぴ～脱退。ミキティー本物、百恵と2期メンバーの4人で活動を続ける。

### 2014年
8月2日、山中湖交流プラザ きららで行われた「2014山中湖きらら祭り」で初めて歌唱を披露した。これを偶然見ていた私立恵比寿中学の「校長」こと藤井ユーイチに声を掛けられ、ミキティー本物が「ちちんぷい」（アルバム『金八』収録）の振付を担当する縁に繋がった。
8月10日、「@JAM NEXT 番外編～出れんの！？@JAM！？最終公開オーディション審査～」に参加。最終選考の末に、DJブース担当として横浜アリーナで行われた「@JAM EXPO 2014」への初出演を果たす。これを機にアイドルイベントへの露出が増えていく。
11月1日、アイドル甲子園FESTIVALに出演。ANGELステージのトリを勤める。

### 2015年
5月、2期メンバーはるる脱退。翌年のきまるモッコリ加入まで、この時期が精神的に一番辛く活動を続けることを悩んだとミキティ―本物は述懐している。
6月12日、初めてのオリジナル楽曲「The frog in the well knows nothing of the great ocean. 〜カエルのうた〜」を「夏の魔物プレイベント〜試練シリーズその3〜」で初披露。
10月より12月まで、AKIBAカルチャーズ劇場でMaison book girlやハコイリ♡ムスメなど「おなカマ」のアイドルをゲストに迎え、初の定期公演「Bar二丁ハロへようこそ」を開催。
アイドル甲子園、東京レインボープライド、肉フェス、@JAM EXPO 2015、夏の魔物、やついフェスなどのイベントに出演、アイドルファンを中心に少しずつ知名度を上げていく。

### 2016年
1月11日、「第一回 二丁ハロワンマン詐欺」を開催。250枚のチケットを完売。「耳をすませば」を初披露。
5月1日、「三原色カタルシス」をエムトピフェスで初披露。
6月20日、渋谷O-EASTで行われた「ガールズ・ポップ・ショー」に出演。物販の開始時間と被ったこともあり収容人数1,300人の客席に4人というある意味伝説のライブとなった。なお、この日は難航していた3期メンバーオーディションできまるの面接が行われた日でもあり、年齢が若く伸び代が未知数のきまるに希望を見いだしたミキティーは、二丁魁に改名後「魁の希望」というキャッチフレーズを授けることになる
8月19日、3期メンバーきまるモッコリ加入。
9月、1期メンバーの百恵が脱退。当初からアイドルを長く続ける意向はなかったが、メンバー仲は良く脱退後もグループと関わっていきたいという気持ちから学生時代に学んでいた作曲を独学で学び直し、脱退を告げると同時に「青春は何度でもやり直せるなんて嘘だ」の原曲を渡す。それまで慰留を続けていたミキティー本物も、楽曲から伝わる熱意に触れて引き留めをすることはなかった。

### 2017年
2月、3日連続で初の本格MV公開。第一弾「青春は何度でもやりなおせるなんて嘘だ」、第二弾「人を好きになれる 君は何度でも やり直せるんだ」、第三弾「耳をすませば」。
3月1日、1stミニアルバム「Good As Yesterday 」を発売。
3月23日、新メンバーの加入とグループ名の改名を、5月1日のワンマンライブで行うことを発表。ワンマンに向けて「ゲイアイドル二丁ハロWWWワンマンまで毎日ツイキャス！」という毎日配信企画を行った。
5月1日、二丁ハロ3人のラストライブ及び、二丁目の魁カミングアウトの初ライブを渋谷WWWで開催。同日に4期メンバー白鳥白鳥（しらとりはくちょう）が加入。4人で初めてのパフォーマンスを披露した。「アイドル活動を続けること」を共通の意思とする4人が揃ったことで、グループは加速的に正統派アイドルへ進化していく。
6月4日、「ゲイとイく！珍宝館ツアー」と題した日帰りバスツアーを開催。定員40名のチケットは数十分で完売した。ツアー内容は、ファンと同乗したバスでメンバーによるカラオケ大会、伊香保温泉の珍宝館を見学、宴会場でのミニライブ、温泉街の散策というものであった。
8月4日、2010年のフェス開始以来、男性アイドルとして初めてTOKYO IDOL FESTIVAL2017へ出演する。
10月、「二丁目地獄」と題した全9回の無料ライブを開催。各メンバーのプロデュース回や女装公演回、ハロウィン仮装回などの趣向を凝らしファン層の拡大に努めた。現在も続く無料ライブ「フリーゲイライブ」のはしりとなる自主企画イベントであり、タイトルを変えながら以後定期的に開催されている。
10月9日、幕張メッセで行われた「東京アイドル大運動会2017〜ただの運動会じゃないもん！〜」に出場。でんぱ組.incの夢眠ねむとチーム「夢みる二丁目」を結成するも、ユニット曲を披露できる入賞には惜しくも及ばず結果は5位。
10月11日、2ndミニアルバム「Good As Yesterday ❷」を発売。東京、名古屋、大阪でリリース記念イベントを開催。
11月4日、「絶対に埋まらないワンマンライブ」を新宿BLAZEで開催。目標動員800人達成。
12月31日、年越しイベント「Count Down Gay Japan」を開催。

### 2018年
1月12日、渋谷O-EASTのワンマンライブに向けてメンバー個人のTwitterアカウントを開設(ミキティーのみ2012年から個人アカウント使用)。当初はワンマンを完売するまでの期間限定企画だったが、メンバーの自主性に任せられると判断して継続が決まった。
2月3日、「真夜中のカミングアウト」と題してメンバーがDJを担当する深夜イベントを開催。それぞれが好きなアーティストやアイドルの楽曲を流してフロアのファンを楽しませた。
3月16日-17日、24時間イベント「GAY24」を開催。5月のワンマン会場として目標を定めた渋谷O-EASTから新宿二丁目まで、メンバーが4人5脚マラソンする映像を中継。ファンが見守る中、実際に完走したメンバーを迎えて開会式が行われた。(この演出は民放の24時間テレビを意識したもの。)16日はミキティ―本物の生誕祭、17日はオールナイトでトーク＆ライブを8回行うという二部構成になっており、途中に仮眠の時間を挟みながら翌17:00のフィナーレまで完走した。イベントの一環として、二部の早朝にはメンバーとファンが新宿二丁目のゴミ拾いを行った。
3月31日、「きまるモッコリ大学卒業式&おなカマ新生活祝賀会」と題したライブイベント開催。大学の卒業式が地方遠征の日程と被ったため式典に出席できなかったきまるの為にメンバー発案で企画されたもので、学業とアイドル活動の二足のわらじを両立した努力が称えられ卒業証書が授与された。
5月1日、「絶対に埋まらないワンマンライブ」を渋谷O-EASTで開催。目標動員であった1,200人に満たなかったが1,000人動員を達成。
5月6日、「HARD GAY TOUR東名阪」スタート。東京を皮切りに名古屋、大阪の10会場で初のツアー形式を完走。この頃からライブはMCを極力排し、ノンストップメドレーで曲間を繋げるスタイルが定着していく。
7月28日、サンリオピューロランドで行われた東名阪ツアーファイナル公演はチケットを即日完売した。
8月、「HOT GAY SUMMER」と銘打ち、31日間全日ライブを完走した。この間、特別な装飾を施したワゴン車にメンバーが乗車し、山手線を一周しながら通行人にフリーペーパーを配布するなど草の根的な知名度向上に努めた。2年連続でTOKYO IDOL FESTIVAL2018出演。
9月26日、3rdアルバム「Good As Yesterday ❸」、初のライブDVD「ゲイビデオ❶」を発売。東京、名古屋、大阪でリリース記念イベントを開催。
10月から翌年1月にかけて初の全国ツアーである「JAPAN GAY TOUR」を全国12都市で開催した。
10月24日、二丁ハロ結成のきっかけとなったアップアップガールズ（仮）との2マンライブ「Me-You♪sic〜Gays & Girls〜」を開催。ミキティーは持病の腰痛悪化のため痛み止めを飲んでステージに上がったが、精神面の静養も兼ねて翌日から一週間の休養に入った。愛踊祭の審査員など単独の仕事を並行して7月後半から9月まで無休でイベント出演を続けた結果、疲労が蓄積したと思われる。
11月22日、「夢眠祭 ～夢眠ねむ 芸能活動10周年感謝記念～」に出演。前年の東京アイドル大運動会で披露できなかったユニット「夢みる二丁目」としてお揃いの衣装に身を包んだ5人は「まるもうけ」をパフォーマンスした。
12月31日、年越しイベント「Count Down Gay Japan18-19」を開催。

### 2019年
1月25日、「JAPAN GAY TOUR」ファイナルの会場である品川ステラボールは目標動員数1,500人を達成した。（品川ステラボールのキャパシティーは1,884人だが演出都合上1,500人を上限とした）品川ステラボールでは、5月1日に東京・マイナビ赤坂BLITZで初となる全曲バンドセットの結成8周年記念ライブ「桃栗3年ゲイ8年」、2020年1月8日中野サンプラザホールでのワンマンライブ実施を宣言。
3月24日、「アイドル甲子園 SPRING FESTIVAL2019」で、全5ステージ・出演163組の大トリを務めた。2014年に初出場しているが、その時は観客が殆どいない中でのライブだった事と5年かけて大トリに立てた事の喜びを、ライブ前の影ナレでぺいにゃむにゃむが語っている。
5月1日、８周年記念ライブ「桃栗3年ゲイ8年」をマイナビBLITZ赤坂で開催。魁バンドと銘打ち、グッドモーニングアメリカのペギをはじめとしたバンドメンバーによる初の全曲バンド編成を披露した。機材解放席まで完売。10周年にあたる2021年5月1日から、2022年5月1日の一年間の間に東京・日本武道館でワンマンライブを行うことを目標に活動することを宣言した。
5月15日、4thアルバム「Good As Yesterday ❹」を発売。東京、名古屋、大阪でリリース記念イベントを開催。
7月14日、「ゲイでもアイドルになれる!」と題しZepp Tokyoでワンマンライブを開催。1stから4thミニアルバムに収録されている現時点の持ち曲30曲を三時間に渡り披露した。過去最大動員である目標動員2,000人を達成。
8月11日、初の海外公演「GAYと台湾行きたいわん♡」を台北で開催。前日にはLADYBABYとの2マンライブが行われ、台北市内を走る循環バスにラッピング広告が掲出された。
8月16日、TBSテレビ「有吉ジャポン」でBiSHと共に新生アーティストとして特集が組まれる。
8月25日、@JAM EXPO 2019出演。横浜アリーナのメインステージであるストロベリーステージに立つと同時に、毎年出演アイドルからメンバーが選抜される@JAM ALLSTARSの一人にぺいにゃむが念願の選出を果たす。
8月29日、きまるモッコリが休養に入ることが発表される。理由は明かされなかったが前日に予定されていたライブが急遽中止になっていたことや、8月19日には加入3周年の記念配信を個人で行いこれからの成長を誓っていた矢先の出来事であった為、驚きと心配の声がファンの間で上がった。
12月12日、きまるモッコリ脱退。本人の意向により詳しい状態は伏せつつも、今夏より続く体調不良により脱退に至った旨が説明された。きまるの体調に合わせたペースで活動する事やライブなどの頻度を抑えて活動する事、4人で二丁目の魁カミングアウトでありきまる脱退によりグループ終了という案も含めて何度も話し合いがもたれたが、最終的に苦渋の決断として3人体制で活動を続ける事が宣言された。

### 2020年
1月8日、「ゲイでもアイドルになれる！」in 中野サンプラザと題して初のホール公演を開催。全席完売公演。アンコールではきまるモッコリを含めた4人の最後の曲であり当日限りの披露曲として「あの青い水平線の向こう側」を歌唱。ステージ上のメンバーは4人の立ち位置のまま、ミキティーとぺいにゃむの間に空いたスペースには青いスポットライトが当てられ、きまるのパートは過去の音声を組み合わせた歌声と活動時のオフショット映像が流された。オフィシャルファンクラブ「おなカマ倶楽部（通称：おなクラ）」発足。
6月30日、白鳥白鳥のグループ活動終了。ミキティー本物、ぺいにゃむにゃむの2人体制で活動を続けることを決め、7月17日に「He is me, too」を公開した。10月22日、「今も尚」「パラレルヤワールド」の2曲を同時公開。
10月28日、5期メンバーとして筆村栄心と日が紅が新メンバーとして加入。11月11日、新体制初お披露目ワンマンライブ「This is not the Parallel World」をYouTubeにて配信した。

### 2021年
結成10周年を迎えた5月1日、「Good As Yesterday」を公開。2022年5月1日までの1年間を「HAPPY GAY YEAR」と題し、個々のメンバーがプロデュースする配信ライブやトーク配信、有観客公演などを実施。9月、現体制初の全国ツアー「GAY STAR IN THE JAPAN TOUR」の開催を発表した。

### 2022年
昨年11月から翌年2月にかけて、北海道から沖縄まで全国11都市をまわる全国ツアー「GAY STAR IN THE JAPAN TOUR」を開催。各会場、昼夜2公演となり昼公演ではアイドルをゲストに迎えた対バン「GAY STAR IN THE JAPAN TWO MAN」が開催された。（ツアー最終公演となるKANDA SQUARE HALLはワンマンのみ開催）

### 2023年
結成12周年の5月1日に、初のフルアルバム「GAY STAR IN THE GALAXY」を発売。東名阪でリリースパーティーを開催。7月15日より同アルバムのサブスクリプションも解禁された。
8月から10月にかけて、二丁目の魁カミングアウト 4都市凱旋ツアー『ノスタルジツアー』を開催。メンバーの出身地である、東京・沖縄・北海道・神奈川への凱旋公演となった。各地では2ndミニアルバム収録の楽曲「ノスタルジスター」をフィーチャーし、ミキティー本物が歌詞を加筆し編曲もリアレンジされた「ノスタルジスター◯◯（◯◯には県名が入る）」が披露された。

### 2024年
4月3日、結成13年目にして初となるシングル「あの頃、僕ら若すぎた青春」をリリース。東名阪でリリースパーティー、リリースイベントも開催。タワーレコードやHMVでも展開され、発売日付のオリコンデイリーチャートでは16位にランクインした。
5月1日に、結成13周年記念ワンマンライブ in 新宿BLAZE『〜やっと見つかる⻘春がある〜』を開催する。新宿BLAZEが7月31日で閉館するため、節目や生誕祭でも多くのライブを行ってきた同所でのワンマンライブは本公演が最後となる。また、この日に2025年2月3日にZepp Shinjukuにてワンマンライブが開催されることが発表された。

### 2025年
1月1日、魁カウントダウン2024-2025にて、2月22日に味園ユニバースでのワンマンライブが発表された。
2月3日、Zepp Shinjukuでのワンマンライブ『これがアイドルだ』が開催された。現体制としては初めてとなる動員目標1200人を掲げるが、惜しくも未達成。また本ライブにて結成日である5/1から全国ツアー『JAPAN GAY TOUR 2025』、11/10に六本木EX THARTERにて『we are JAPANESE TOP GAYIDOL』が開催されることが発表された。またライブ終演後に1st配信シングル「you say I LOVE YOU」のミュージックビデオが公開された。
2月22日、味園ユニバースにて『故に綺麗。in 味園ユニバース』が開催された。建物の老朽化などの理由からビルの取り壊しが決定しており、グループにとって初めての味園ユニバースでのワンマンライブとなった。

## 作品
前述の通り、全ての作詞はミキティー本物が行っている。

### 限定シングル
| 発売日        | タイトル                    | 収録曲 |
| ------------- | --------------------------- | --- |
| 2020年11月3日 | 今も尚 / パラレルヤワールド | 1.今も尚（ミキティー本物 ソロバージョン） （作詞 ミキティー本物、作曲 ミキティー本物、編曲 山下智輝） 2.パラレルヤワールド（ぺいにゃむにゃむ ソロバージョン）（作詞 ミキティー本物、作曲 RYO-P、編曲 RYO-P） |

### シングル
| 発売日        | タイトル                 | 収録曲                                                                                             | オリコンウィークリー最高位 |
| ------------- | ------------------------ | -------------------------------------------------------------------------------------------------- | -------------------------- |
| 2024年4月3日  | あの頃、僕ら若すぎた青春 | １.あの頃、僕ら若すぎた青春（作詞 ミキティー本物、作曲 ミキティー本物、編曲 山本智輝）             | 34位                       |
| 2024年4月3日  | あの頃、僕ら若すぎた青春 | 2.LOVE タイムマシーン（作詞 ミキティー本物、作曲 Alie Music Works, TAKECOVER 編曲 タナカトモヒロ） | 34位                       |
| 2024年7月17日 | キラキライクストーリー   | 1.キラキライクストーリー（作詞 ミキティー本物、作曲 多田慎也、編曲 島田尚）                        | 49位                       |
| 2024年7月17日 | キラキライクストーリー   | 2.つよくやさしくなりたい（作詞 ミキティー本物、作曲 RYO-P、編曲 RYO-P）                            | 49位                       |

### ミニアルバム
| 発売日         | タイトル           | 収録曲 |
| -------------- | ------------------ | --- |
| 2017年3月1日   | Good As Yesterday  | 1.青春は何度でもやり直せるなんて嘘だ（作詞 ミキティー本物、作曲 百恵） 2.耳をすませば（作詞 ミキティー本物、作曲 サクライケンタ） 3.マイノリティーサイレン（作詞 ミキティー本物、作曲 YUKI） 4.三原色カタルシス（作詞 ミキティー本物、作曲 サクライケンタ） 5.人を好きになれる 君は何度でも やり直せるんだ（作詞 ミキティー本物、作曲 BRINKLEY） 6.The frog in the well knows nothing of the great ocean 〜カエルのうた〜（作詞 ミキティー本物、作曲 ISAKICK（175R）） 7.言いたいことも言えないこんな世の中じゃん（作詞 ミキティー本物、作曲 百恵） |
| 2017年10月18日 | Good As Yesterday❷ | 1.そっ閉じ 青春（作詞 ミキティー本物、作曲 ミキティー本物） 2.ノスタルジスター（作詞 ミキティー本物、作曲 サクライケンタ） 3.TOO SHY SHY PEOPLE（作詞 ミキティー本物、作曲 BRINKLEY） 4.シンポジウム リフレイン（作詞 ミキティー本物、作曲 RYO-P） 5.まるもうけ（作詞 ミキティー本物、作曲 百恵） 6.ネコの恩返し（作詞 ミキティー本物、作曲 サクライケンタ） 7.yesterday the once more（作詞 ミキティー本物、作曲 ミキティー本物） 8.ホモサピエンス（作詞 ミキティー本物、作曲 百恵）                                                               |
| 2018年9月26日  | Good As Yesterday❸ | 1.病める時も 健やかなる時も（作詞 ミキティー本物、作曲 ミキティー本物） 2.シワの数だけ被GAY妄想（作詞 ミキティー本物、作曲 RYO-P） 3.リバ（作詞 ミキティー本物、作曲 サクライケンタ） 4.どこで壊れたの?oh my friend（作詞 ミキティー本物、作曲 百恵） 5.若くない者のすべて（作詞 ミキティー本物、作曲 ミキティー本物） 6.ウサギと賽子さん（作詞 ミキティー本物、作曲 サクライケンタ） 7.BUG IS LIFE（作詞 ミキティー本物、作曲 YUKI） 8.LOUE（作詞 ミキティー本物、作曲 ミキティー本物）                                                            |
| 2019年5月15日  | Good As Yesterday❹ | 1.アンハッピーバースデー（作詞 ミキティー本物、作曲 ミキティー本物） 2.ボクの夢はお嫁さん（作詞 ミキティー本物、作曲 浅野尚志） 3.鶴は千年 亀は万年 僕の数年（作詞 ミキティー本物、作曲 RYO-P） 4.(1+1)×0=0（作詞 ミキティー本物、作曲 サクライケンタ） 5.see you next life（作詞 ミキティー本物、作曲 YUKI.GO） 6.ピンポンダッシュ（作詞 ミキティー本物、作曲 多田慎也） 7.an happy day（作詞 ミキティー本物、作曲 ミキティー本物） |

### アルバム
| 発売日        | タイトル               | 収録曲                                                                | 作曲                 |
| ------------- | ---------------------- | --------------------------------------------------------------------- | -------------------- |
| 2022年5月1日  | GAY STAR IN THE GALAXY | GAY STAR                                                              | ミキティー本物       |
| 2022年5月1日  | GAY STAR IN THE GALAXY | パラレルヤワールド                                                    | RYO-P                |
| 2022年5月1日  | GAY STAR IN THE GALAXY | あるある言いたい                                                      | RYO-P                |
| 2022年5月1日  | GAY STAR IN THE GALAXY | ひふみよ                                                              | サクライケンタ       |
| 2022年5月1日  | GAY STAR IN THE GALAXY | □私はロボットではありません                                           | 鹿島公行             |
| 2022年5月1日  | GAY STAR IN THE GALAXY | 思考回路ショート寸前                                                  | YUKI/GO              |
| 2022年5月1日  | GAY STAR IN THE GALAXY | He is me.too                                                          | 百恵                 |
| 2022年5月1日  | GAY STAR IN THE GALAXY | 今も尚                                                                | ミキティー本物       |
| 2022年5月1日  | GAY STAR IN THE GALAXY | Good As Yesterday                                                     | ミキティー本物       |
| 2022年5月1日  | GAY STAR IN THE GALAXY | BAKADEMO AHODEMO                                                      | 百恵                 |
| 2022年5月1日  | GAY STAR IN THE GALAXY | やめらんない！とまらない！                                            | 多田慎也             |
| 2022年5月1日  | GAY STAR IN THE GALAXY | 勇者か村人A                                                           | ISAKICK/吹野クワガタ |
| 2022年5月1日  | GAY STAR IN THE GALAXY | dAnce Survivor 1999                                                   | dirty magiq          |
| 2022年5月1日  | GAY STAR IN THE GALAXY | 隕石に願いを～when you wish upon the galaxy～                         | ミキティー本物       |
| 2024年7月17日 | Best As Yesterday      | 青春は何度でもやり直せるなんて嘘だ                                    | 百恵                 |
| 2024年7月17日 | Best As Yesterday      | そっ閉じ 青春。                                                       | ミキティー本物       |
| 2024年7月17日 | Best As Yesterday      | 病める時も 健やかなる時も                                             | ミキティー本物       |
| 2024年7月17日 | Best As Yesterday      | アンハッピーバースデー                                                | ミキティー本物       |
| 2024年7月17日 | Best As Yesterday      | 耳をすませば                                                          | サクライケンタ       |
| 2024年7月17日 | Best As Yesterday      | マイノリティーサイレン                                                | YUKI                 |
| 2024年7月17日 | Best As Yesterday      | ウサギと賽子さん                                                      | サクライケンタ       |
| 2024年7月17日 | Best As Yesterday      | リバ                                                                  | サクライケンタ       |
| 2024年7月17日 | Best As Yesterday      | ノスタルジスター                                                      | サクライケンタ       |
| 2024年7月17日 | Best As Yesterday      | 三原色カタルシス                                                      | サクライケンタ       |
| 2024年7月17日 | Best As Yesterday      | まるもうけ                                                            | 百恵                 |
| 2024年7月17日 | Best As Yesterday      | ボクの夢はお嫁さん                                                    | 浅野尚志             |
| 2024年7月17日 | Best As Yesterday      | ピンポンダッシュ                                                      | 多田慎也             |
| 2024年7月17日 | Best As Yesterday      | シワの数だけ被GAY妄想                                                 | RYO-P                |
| 2024年7月17日 | Best As Yesterday      | The frog in the well knows nothing of the great ocean～カエルのうた～ | ISAKICK/吹野クワガタ |

### 未収録曲
| 初披露日      | タイトル               | 作曲                      |
| ------------- | ---------------------- | ------------------------- |
| 2023年5月1日  | ネガちゃんvsポジちゃん | ミキティー本物            |
| 2024年7月30日 | 綺麗故に、故に綺麗     | Alie Music Work TAKECOVER |
| 2025年2月3日  | アキラ99％             | ミキティー本物            |
| 2025年2月3日  | 片想急行               | Alie Music Work TAKECOVER |
| 2025年2月3日  | 鎖ヶ丘二丁目           | ISAKICK/吹野クワガタ      |

### 配信シングル
| 配信日         | タイトル           | 作曲                       | 備考                               |
| -------------- | ------------------ | -------------------------- | ---------------------------------- |
| 2024年11月12日 | you say I LOVE YOU | Alie Music Works/TAKECOVER | 2024/11/11 FREE GAY LIVEにて初披露 |

### Blu-ray/DVD

#### ライブ
- ゲイビデオ❶[59]（2018年9月26日）「二丁目の魁カミングアウトの絶対に埋まらないワンマンライブ in SHIBUYA O-EAST」2018年5月1日公演収録

- ゲイビデオ❷(2019年7月14日) 初の全国ツアー「JAPAN GAY TOUR」ファイナル東京・品川ステラボール2019年1月25日公演収録
- ミキティー本物 25th BirthdayParty. LIVE DVD. 『みきざんまい』(2020年1月1日)

#### 生誕記念DVD
- ミキティー本物生誕記念DVD『ミキめし』(2019年3月14日) ミキティー本物が食べて食べて食べまくるだけのDVD

### 写真集
- カミングアウト[60]（2017年8月6日、クリアストーン）帯推薦文を夢眠ねむが寄稿[61]

## 出演
グループとしての出演作品を記載。ミキティー本物個人での出演作品は「ミキティー本物の出演作品」を参照。

## その他
- nerve（BiS） - 二丁ハロが初めて歌唱を披露した楽曲。[17]日本エヴィゾリ化計画[62]にも参加している。